# Il re delle piscine
Il re delle piscine (The Pool Master) è un docu-reality statunitense, andato in onda dal 2014 al 2015 su Animal Planet e trasmesso in Italia da HGTV.

## Format
La trasmissione segue l'attività di Anthony Archer-Willis, progettista e creatore di piscine e giardini acquatici. In ogni episodio adotta i materiali più adatti, al fine di integrare le proprie creazioni con l'ambiente circostante.

## Episodi
| Edizione         | Episodi | Prima TV USA | Prima TV Italia |
| ---------------- | ------- | ------------ | --------------- |
| Prima edizione   | 4       | 2014         | 2014            |
| Seconda edizione | 6       | 2015         | 2015            |

Stagione 1
| nº | Titolo                  | Prima TV USA | Prima TV Italia |
| -- | ----------------------- | ------------ | --------------- |
| 1  | Piscina all'aperto      | 2014         | 2014            |
| 2  | Piscina da degustazione | 2014         | 2014            |
| 3  | Oasi nel deserto        | 2014         | 2014            |
| 4  | Una piscina sportiva    | 2014         | 2014            |

Stagione 2
| nº | Titolo                     | Prima TV USA | Prima TV Italia |
| -- | -------------------------- | ------------ | --------------- |
| 1  | Piscina in Texas           | 2015         | 2015            |
| 2  | Il giardino all'inglese    | 2015         | 2015            |
| 3  | Fuoco e acqua              | 2015         | 2015            |
| 4  | Superfitness               | 2015         | 2015            |
| 5  | Parco acquatico giapponese | 2015         | 2015            |
| 6  | Più di una piscina         | 2015         | 2015            |